# Pinon (Arizona)
Pinon – jednostka osadnicza w Stanach Zjednoczonych, w stanie Arizona, w hrabstwie Navajo.